# Khovrino (métro de Moscou)
Pour l’article homonyme, voir Khovrino.
Khovrino (en russe : Ховрино) est la station terminus nord de la ligne Zamoskvoretskaïa (ligne 2 verte) du métro de Moscou. Elle est située sur le territoire du raïon Khovrino, dans le district administratif nord de Moscou.
Elle est mise en service en 2017, lors du prolongement nord de la ligne 2 du métro. 

## Situation
Établie en souterrain, à 12,14 et 16 mètres sous le niveau du sol, la station terminus de Khovrino est située au point 175+41 de la ligne Zamoskvoretskaïa (ligne 2 verte), avant la station, Belomorskaïa (en direction de Alma-Atinskaïa).

## Historique
Elle est mise en service le 31 décembre 2017, lors de l'ouverture du nouveau prolongement nord de la ligne 2.

## Services aux voyageurs

### Accès et accueil
La station dispose de deux édicules reliés à la stations par des circulations souterraines, des escaliers et ascenseurs.

Édicule, guichet et entrée
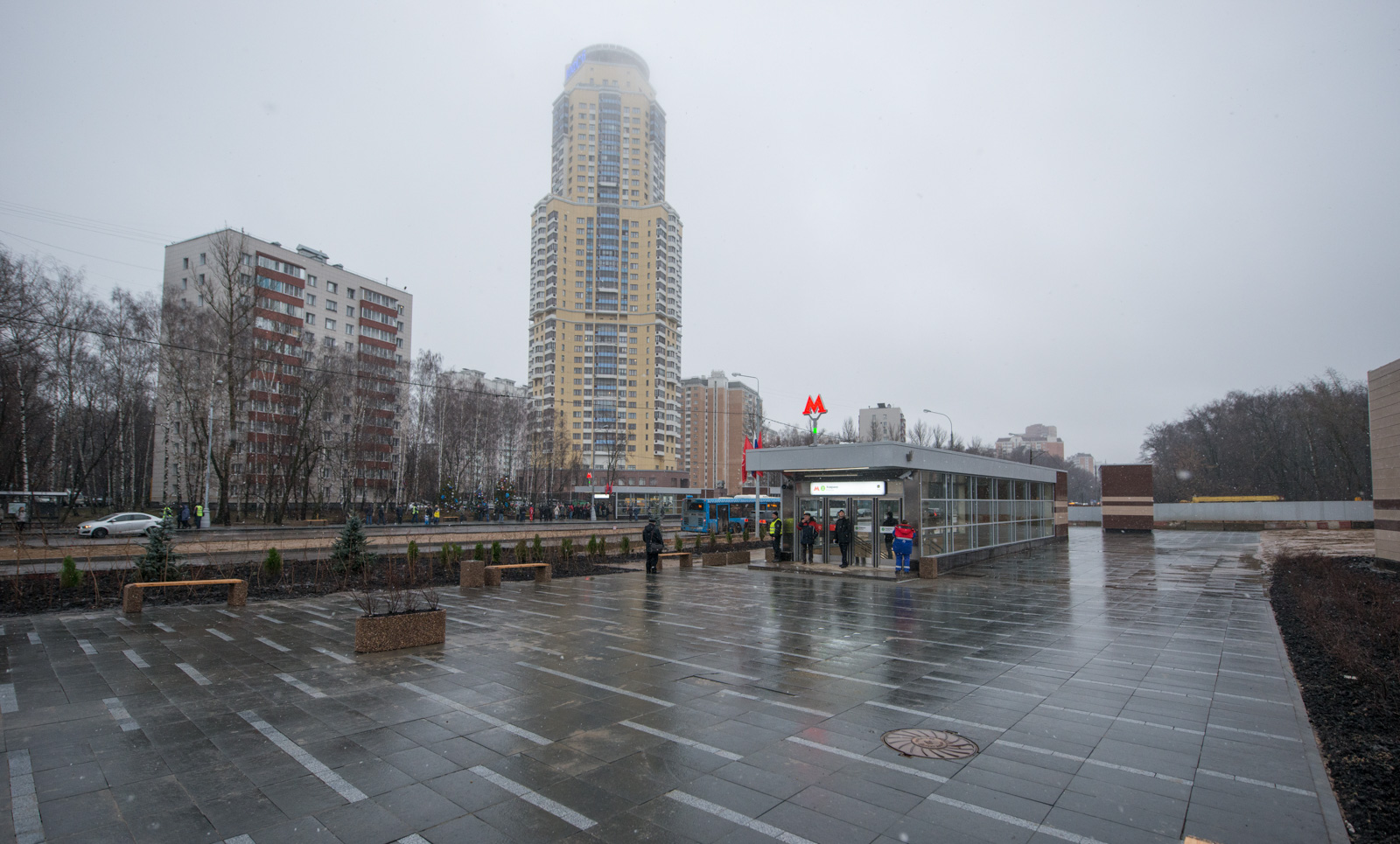
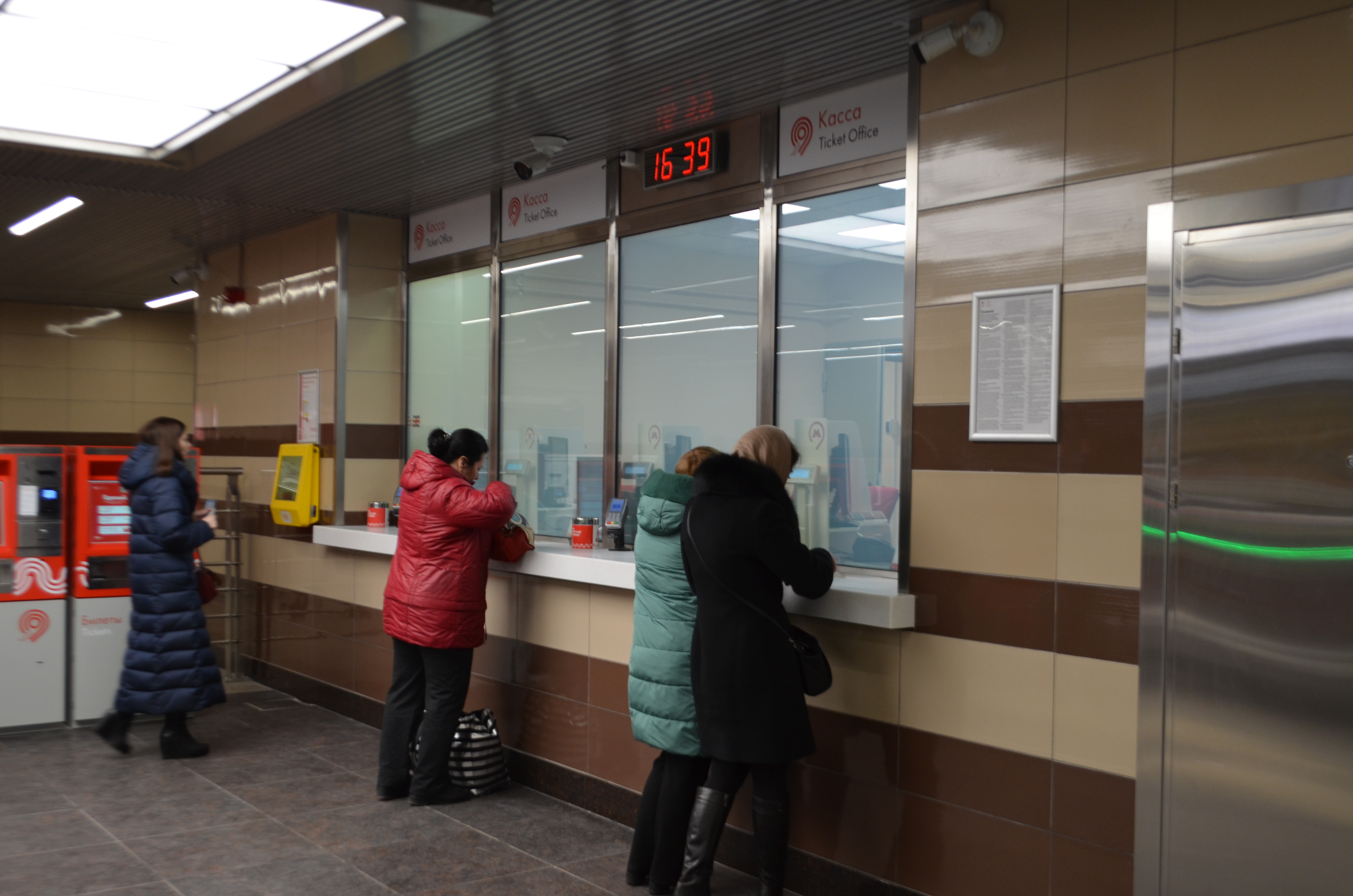
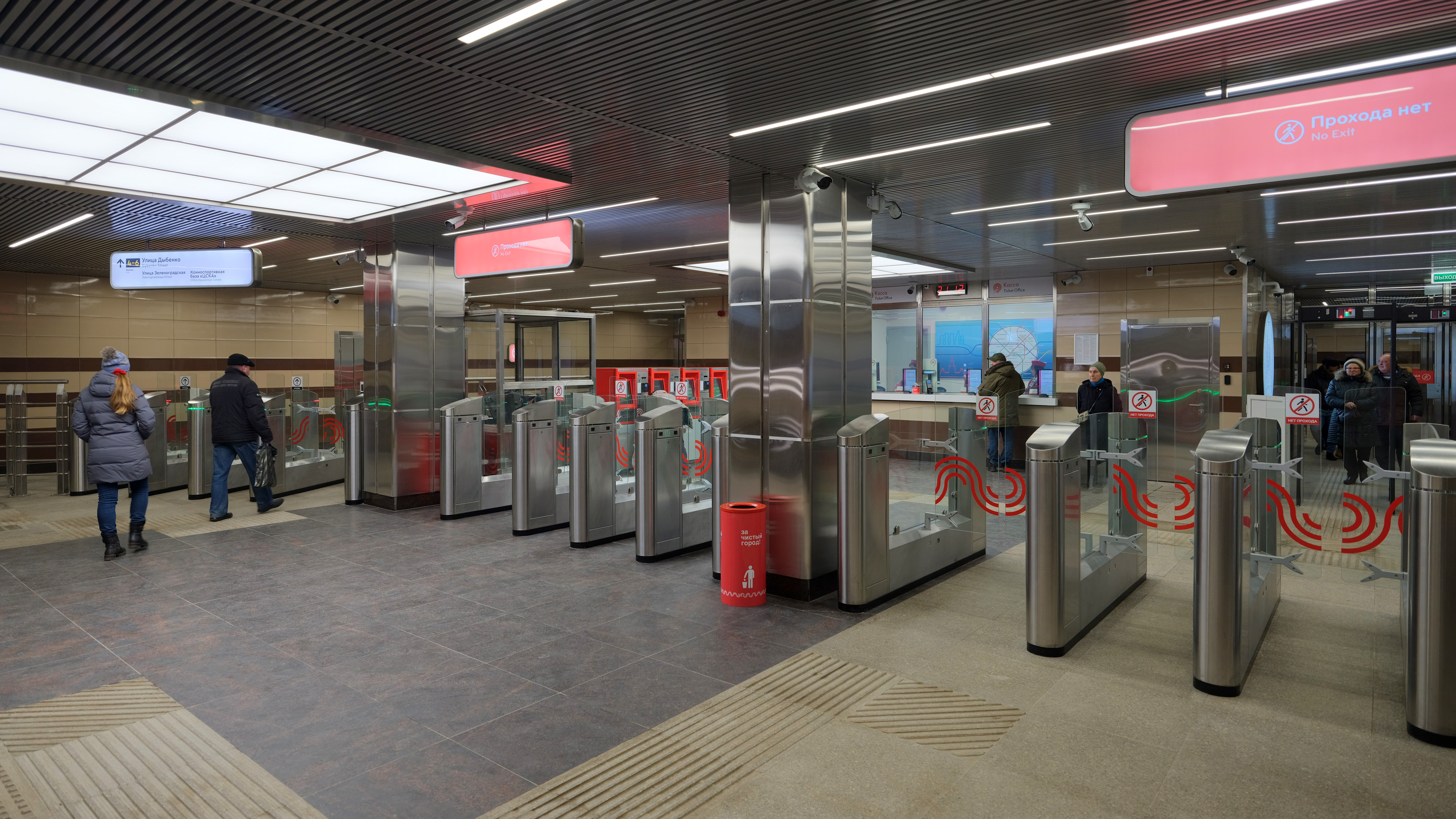

### Desserte
Khovrino, terminus nord de la ligne 2 est desservie par les circulations de cette ligne.

Quais et desserte
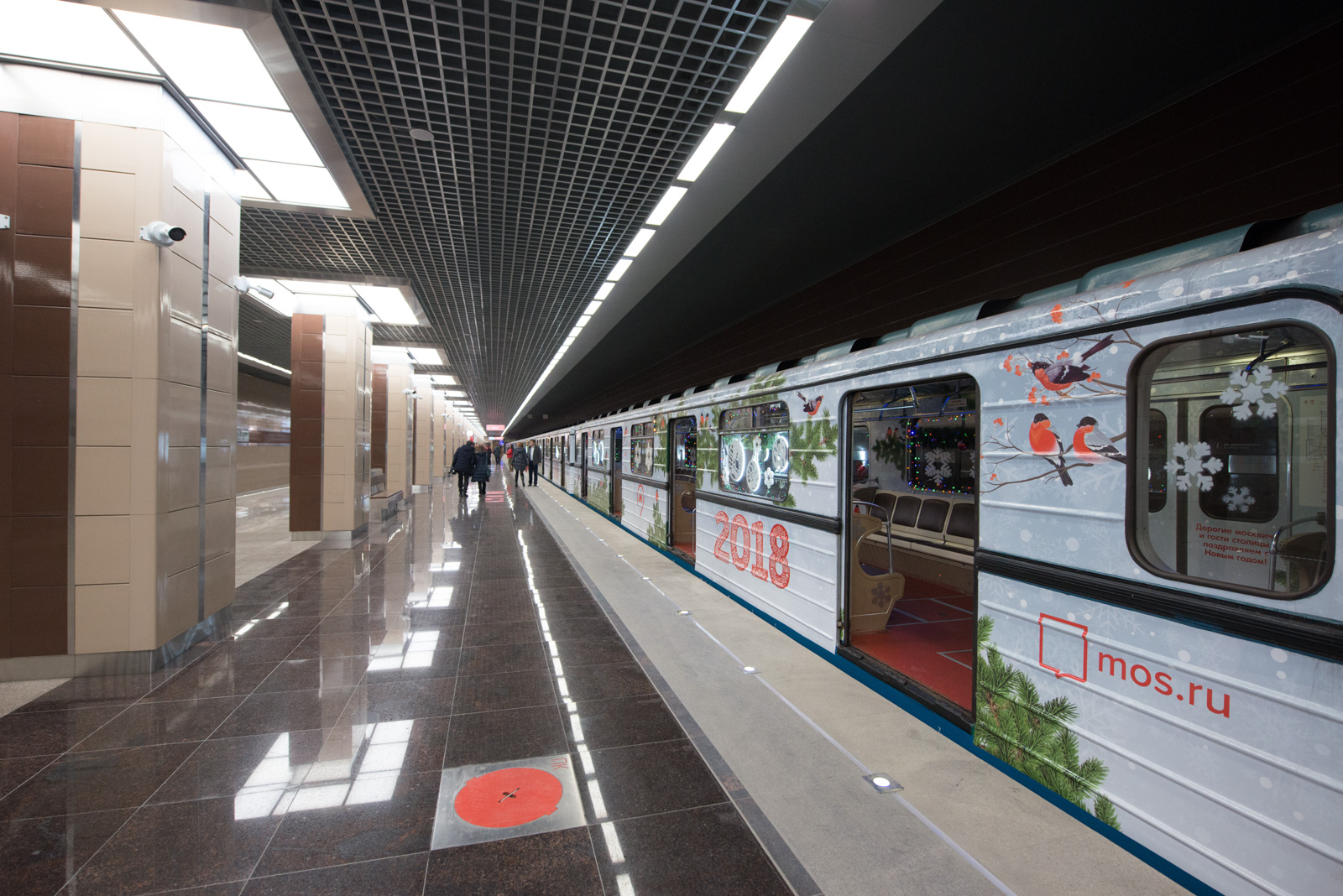
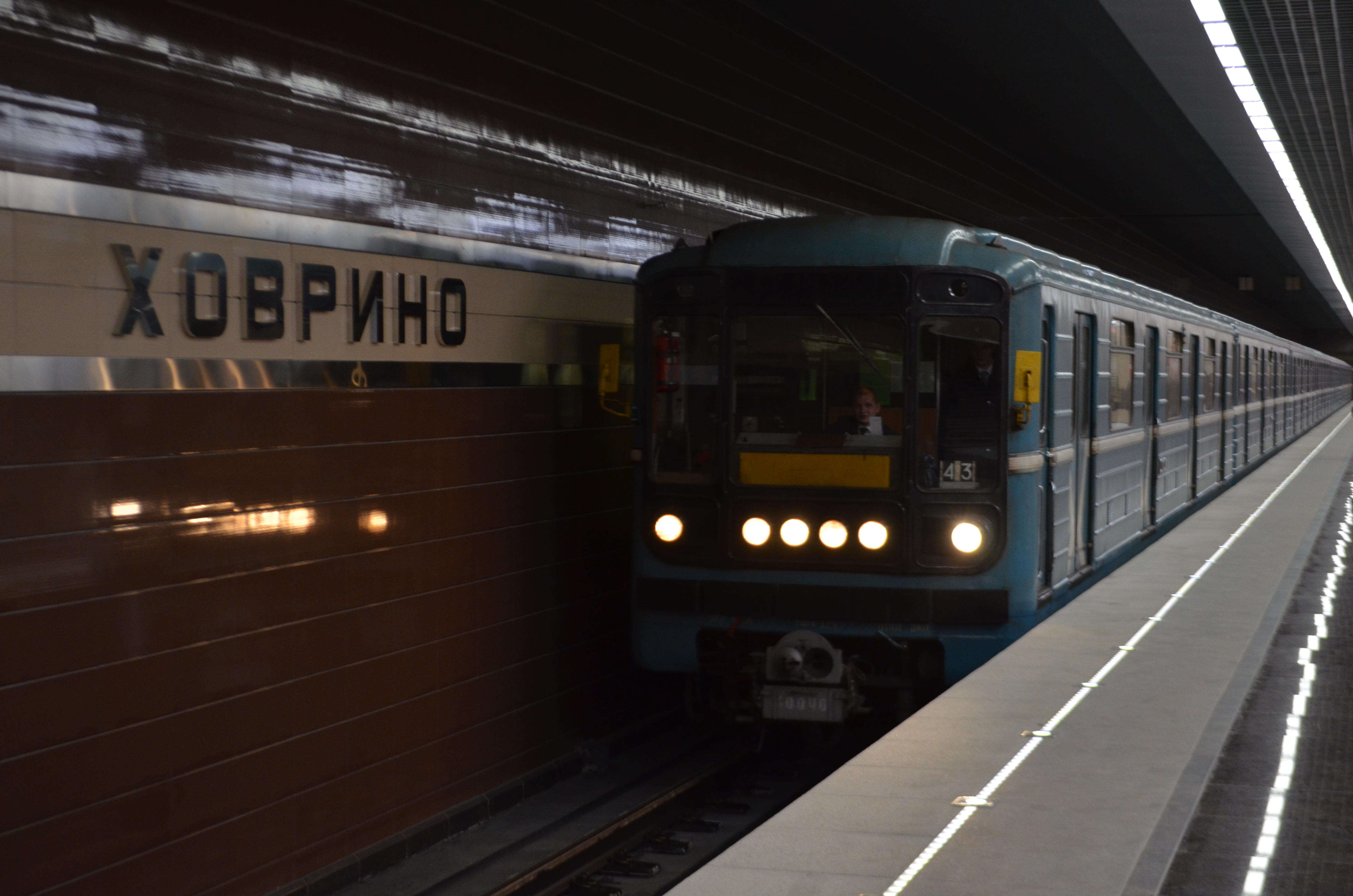
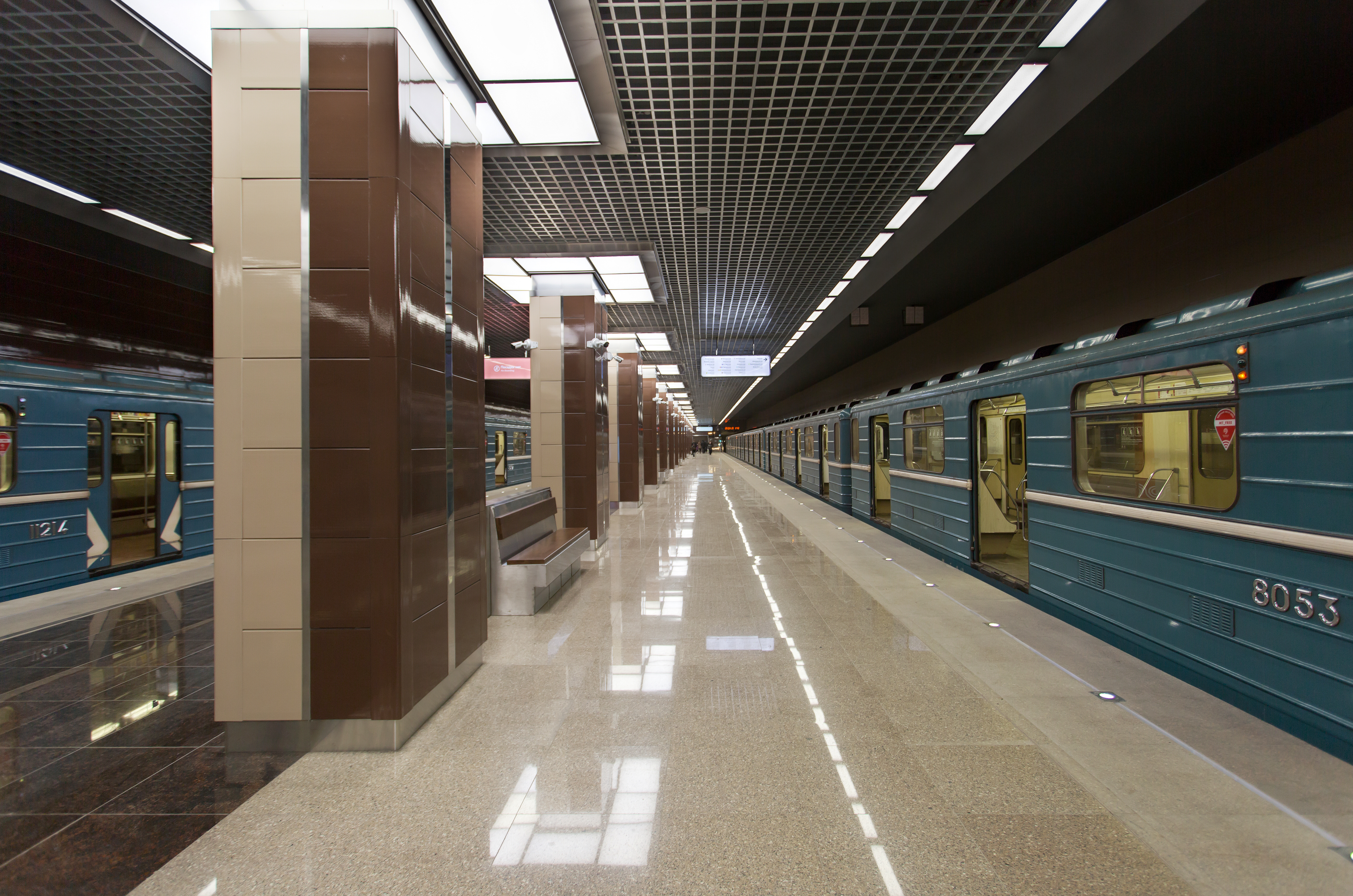

### Intermodalité
À proximité il y a une gare routière desservie par de nombreuses lignes de bus et des parkings pour les véhicules.